# マーク・ザグニス
マーク・レイモンド・ザグニス（Mark Raymond Zagunis, 1993年2月5日 - ）は、アメリカ合衆国ニュージャージー州バーリントン郡ウィリングボロ・タウンシップ出身のプロ野球選手（外野手）。右投右打。

## 経歴
2014年のMLBドラフト3巡目（全体78位）でシカゴ・カブスから指名され、プロ入り。当時のポジションは捕手だった。契約後、傘下のルーキー級アリゾナリーグ・カブスでプロデビュー。A-級ボイシ・ホークス、A級ケーンカウンティ・クーガーズでもプレーし、3球団合計で57試合に出場して打率.288、2本塁打、32打点、16盗塁を記録した。
2015年はA+級マートルビーチ・ペリカンズでプレーし、115試合に出場して打率.271、8本塁打、54打点、12盗塁を記録した。オフにはアリゾナ・フォールリーグに参加し、メサ・ソーラーソックスに所属した。
2016年はAA級テネシー・スモーキーズとAAA級アイオワ・カブスでプレーし、2球団合計で101試合に出場して打率.288、10本塁打、49打点、5盗塁を記録した。
2017年はAAA級アイオワで開幕を迎え、6月22日にメジャー契約を結んでアクティブ・ロースター入りした。同日のマイアミ・マーリンズ戦でメジャーデビュー。この年マイナー（AAA級アイオワ）では97試合に出場して打率.267、13本塁打、55打点、4盗塁の成績を残し、メジャーでは7試合に出場して14打数無安打に終わった。
2019年8月31日にDFAとなり、9月7日にマイナー契約となった（そのままAAA級アイオワへ配属）。
2020年3月6日にカブスとメジャー契約を結んだが、7月23日にシーズン不参加の意思を表明して制限リスト入りした。10月22日にマイナー契約となり、11月2日にFAとなった。
2021年はいずれの球団にも所属しなかった。
2022年3月8日に、アメリカ独立リーグ・アトランティックリーグのランカスター・バーンストーマーズと契約した。

## プレースタイル
最大の売りは選球眼であり、パワーが増せばメジャー定着もという声がある。守備では外野の両翼を守る。

## 詳細情報

### 年度別打撃成績
| 年 度    | 球 団    | 試 合 | 打 席 | 打 数 | 得 点 | 安 打 | 二 塁 打 | 三 塁 打 | 本 塁 打 | 塁 打 | 打 点 | 盗 塁 | 盗 塁 死 | 犠 打 | 犠 飛 | 四 球 | 敬 遠 | 死 球 | 三 振 | 併 殺 打 | 打 率 | 出 塁 率 | 長 打 率 | O P S |
| -------- | -------- | ----- | ----- | ----- | ----- | ----- | -------- | -------- | -------- | ----- | ----- | ----- | -------- | ----- | ----- | ----- | ----- | ----- | ----- | -------- | ----- | -------- | -------- | ----- |
| 2017     | CHC      | 7     | 18    | 14    | 0     | 0     | 0        | 0        | 0        | 0     | 1     | 2     | 0        | 0     | 0     | 4     | 0     | 0     | 6     | 0        | .000  | .222     | .000     | .222  |
| 2018     | CHC      | 5     | 6     | 5     | 0     | 2     | 1        | 0        | 0        | 3     | 1     | 0     | 0        | 0     | 0     | 1     | 0     | 0     | 1     | 0        | .400  | .500     | .600     | 1.100 |
| 2019     | CHC      | 30    | 40    | 36    | 2     | 9     | 3        | 0        | 0        | 12    | 5     | 0     | 0        | 0     | 0     | 4     | 0     | 0     | 16    | 1        | .250  | .325     | .333     | .658  |
| MLB：3年 | MLB：3年 | 42    | 64    | 55    | 2     | 11    | 4        | 0        | 0        | 15    | 7     | 2     | 0        | 0     | 0     | 9     | 0     | 0     | 23    | 1        | .200  | .313     | .273     | .585  |

- 2020年度シーズン終了時

### 年度別守備成績
| 年 度 | 球 団 | 右翼（RF） | 右翼（RF） | 右翼（RF） | 右翼（RF） | 右翼（RF） | 右翼（RF） |
| 年 度 | 球 団 | 試 合      | 刺 殺      | 補 殺      | 失 策      | 併 殺      | 守 備 率   |
| ----- | ----- | ---------- | ---------- | ---------- | ---------- | ---------- | ---------- |
| 2017  | CHC   | 4          | 5          | 0          | 0          | 0          | 1.000      |
| 2018  | CHC   | 1          | 2          | 0          | 0          | 0          | 1.000      |
| 通算  | 通算  | 5          | 7          | 0          | 0          | 0          | 1.000      |

- 2020年度シーズン終了時

### 背番号
- 21（2017年）
- 20（2018年）
- 2（2019年）